# Goron (entreprise)
Pour les articles homonymes, voir Goron.
Goron est une entreprise patrimoniale qui officie dans le domaine des prestations de sécurité et de sûreté privée. Fondée en 1896, elle est l’une des plus anciennes entreprises françaises de sécurité privée.

## Histoire
Ancien lieutenant puis capitaine de réserve dans l’armée française, Marie-François Goron entre en 1881 au sein de la préfecture de police de Paris. Nommé commissaire en 1885, Il en prend la tête en 1886. Il se fera notamment connaître pour son intervention dans de nombreuses affaires criminelles, telles que la célèbre affaire Gouffé. À sa retraite en 1896, il ouvre un cabinet de police privée : Goron,,,. 
Le cabinet est racheté en 1954 par Charles Chenevier, ancien sous-directeur des affaires criminelles à la sûreté nationale. Médiatisé grâce aux célèbres affaires Émile Buisson et Dominici, il est à l'origine de la création et est à la tête d'un groupe appelé Brigade de répression du banditisme. Il est également l'auteur de deux œuvres relatives à l'univers judiciaire français: La Grande Maison et De la Combe aux Fées à Lurs. 
Sous la direction de Charles Chenevier, Goron devient une société de protection et de sécurité industrielle. La société est restée depuis, la propriété exclusive de la famille Chenevier.

## Structure actuelle
À ce jour, la société Goron compte 3 000 collaborateurs répartis sur toute la France et propose des prestations dans tous les domaines de la sécurité privée : surveillance-sécurité, technologies et systèmes, sûreté, protection rapprochée, formation et conseil.
La société développe sa croissance de manière interne en créant des filiales spécialisées, mais aussi de manière externe en rachetant des entreprises. Par exemple, en octobre 2016 Eric Chenevier procède au rachat de l’entreprise familiale Thiernoise RGPS, spécialisée dans le gardiennage et la surveillance.

## La fondation Chenevier-Goron
La fondation Chenevier-Goron a été créée en 2014 à l’initiative d’Éric Chenevier, PDG de la société Goron. Placée sous l’égide de la Fondation de France, elle a pour objectif la lutte contre toute forme d’exclusion. La Fondation soutient en France et à l’étranger différents organismes permettant l’accès à l’éducation, à la santé et à la culture.